# Muhme Mehle
Muhme Mehle ist ein Spielfilm des Fernsehens der DDR von Thomas Langhoff aus dem Jahr 1980, frei nach Ruth Werners gleichnamiger Erzählung, die 1976 in dem Erzählungsband Der Gong des Porzellanhändlers erschien.

## Handlung
Muhme Mehle ist eine unpolitische Frau, die in einem preußischen Militär-Mädchen-Waisenhaus aufgewachsen ist und dort unter Androhung von 29 Strafen zu „Treu und Redlichkeit“ erzogen wurde. Von Liebe und Freundlichkeit stand nichts in der Anstaltsordnung, und so suchte sie sich eine Lebensaufgabe, die ihrer Erziehung zum Dienen entsprach, aber auch ihrer stillen Sehnsucht nach Nestwärme, deshalb wird sie Kinderfrau. Eines ihrer ersten Kinder, die sie betreut, ist Mirjam, die sich 1938 an sie erinnert, als sie selbst eine Haushaltshilfe und ein Kindermädchen für ihre zwei Kinder braucht und deshalb Muhme Mehle zu sich holt, die sie bereits seit ihrer eigenen Kindheit so nennt.
Mirjam ist eine deutsche Antifaschistin, die als Kundschafterin in der Schweiz lebt. Abseits der Städte bewohnt sie in den Bergen einen abgelegenen Bauernhof und fährt nur hin und wieder zum Treffen mit ihrem Verbindungsmann Paul in die Stadt. Zu Muhme Mehle hat sie volles Vertrauen. Diese findet auch schnell in Mirjams Tochter Tina ihren neuen Liebling, den sie vergöttert. Beide Frauen leben mit den beiden Kindern und den gelegentlichen Besuchen der Nachbarin, ungestört in der Einsamkeit. Das ändert sich erst, als Sid, ein Genosse aus England, ihr zugeteilt wird. Da Muhme nicht alles erfahren darf, müssen die beiden vorsichtig sein. So dürfen die Arbeit als Kundschafter und der nächtliche Funkverkehr nicht bekannt werden. Es ergibt sich, dass Miriam und Sid ein Paar werden, was aber von den Kindern und der Muhme akzeptiert wird. Diese erklärt sich auch bereit, Geld, welches für den Kampf gegen die Nationalsozialisten im Ausland gesammelt wurde, nach Deutschland zu bringen. Nur als sie nicht mit dem verabredeten Zug am Bahnhof eintrifft, wird Mirjam unruhig, doch es gab nur Anschlussprobleme.
Muhme bekommt immer öfter das Gefühl, dass vor ihr etwas verborgen wird. Sie beginnt die ankommenden Briefe heimlich zu öffnen und deutet die Inhalte falsch. Da Mirjam einen neuen Pass bekommen soll und ihr von Freunden angeraten wird, wenigstens die Kinder in Sicherheit zu bringen, falls die Deutschen auch die Schweiz überfallen sollten, denkt sie, dass Tina ihr weggenommen werden soll. Deshalb geht sie in das englische Konsulat und erzählt dort, was sie weiß. In ihrer Verwirrtheit, bekommt auch noch ein Friseur in der Stadt die Geschichte zu hören. Nach den eisernen Regeln der Konspiration muss sich Mirjam von Muhme Mehle trennen.

## Produktion
Die Erstausstrahlung des auf ORWO-Color geschaffenen Films erfolgte am 2. März 1980 im 1. Programm des Fernsehens der DDR.
Das Szenarium stammte ebenfalls von Thomas Langhoff und die Dramaturgie lag in den Händen von Alfried Nehring.

## Kritik
Peter Berger meinte in der Tageszeitung Neues Deutschland, dass Muhme Mehle kein trauriger Film ist, jedoch schon eher ein Film der leisen Zwischentöne. Trauer und Heiterkeit liegen stets dicht beieinander und die Heiterkeit kommt von der Gewissheit auf eine Welt, die den Kindern und den Müttern freundlich ist.
Mimosa Künzel hob in der Neuen Zeit besonders die Kameraführung Jürgen Heimlichs hervor, die zu Langhoffs streng verhaltener Erzählweise einen ganz eigenen Stil entwickelte. Die Bilder bestechen durch farbliche Transparenz und sind von geradezu malerischer Schönheit.

## Auszeichnungen
- 1981: Im Leistungsvergleich für Werke der dramatischen Kunst wurde dem Film das Prädikat Besonders Wertvoll verliehen